# Chrysauginae
Die Chrysauginae sind eine Unterfamilie der Zünsler (Pyralidae). Sie kommen weltweit mit etwa 400 Arten vor. Ihr Hauptverbreitungsgebiet ist die Neotropis, manche Gattungen kommen jedoch auch in Nordamerika und den Tropen Asiens und Australiens vor. In Europa ist die Unterfamilie nicht vertreten. Wichtige Gattungen sind Azamora, Clydonopteron, Pachypodistes und Galasa.

## Merkmale
Die kleinen bis sehr großen Falter haben häufig eine schlichte grüne, braune, graue, gelbe oder rötliche Grundfärbung mit zwei Querlinien auf den Vorderflügeln. Manche Arten besitzen jedoch eine bizarre Zeichnung oder weisen kräftig rote, gelbe oder grüne Bereiche auf den Flügeln auf, andere haben eine mimetische Färbung. Punktaugen (Ocelli) sind ausgebildet, das Jordansche Organ (Chaetosema) kann ausgebildet sein oder fehlen. Die Maxillarpalpen sind zurückgebildet. Die Vorderflügel weisen bei den beiden Geschlechtern häufig einen Dimorphismus auf. Bei den Weibchen sind die Flügel nicht modifiziert, bei den Männchen hingegen sind die Costalader, die Form der Diskalzelle, der Verlauf der Radialadern sowie Frenulum und Retinaculum modifiziert. Das ringförmige Retinaculum und das Frenulum werden dadurch als Stridulationsorgane verwendet. Das Frenulum der Weibchen besitzt in der Regel drei Borsten, Männchen haben nur eine, die gelegentlich verdickt ist. 

## Lebensweise
Die Raupen der Chrysauginae fressen je nach Art an Samen und Früchten, bohren in Stängeln und Wurzeln oder leben in eingerollten oder gefalteten Blättern. Es gibt auch Arten, die sich myrmekophil in Ameisennestern oder auch in Wespennestern entwickeln. Andere ernähren sich von den Borsten von Pfauenspinnerraupen der Gattung Automeris. Die Imagines der Gattungen Cryptoses, Bradypodicola und Bradypophila leben im Fell von Faultieren, ihre Raupen entwickeln sich koprophag vom Dung dieser Tiere.